# Everything She Wants
Everything She Wants è una canzone del duo pop britannico Wham!, quarto singolo estratto dall'album Make It Big, pubblicato nel Regno Unito in versione Remix il 24 dicembre 1984 con doppio A side insieme a Last Christmas. Precedentemente, il 3 dicembre 1984, il pezzo era uscito come doppio lato A sempre insieme a Last Christmas ma con copertina natalizia nella versione incisa nell'album. 

## Descrizione
Dopo l'uscita natalizia di Last Christmas, l'attenzione si è rivolta al suo rovescio della medaglia, Everything She Wants. Sono state incise nuove versioni — 'The Remix Of' su 7", e una versione estesa con un ponte aggiunto su 12" — con una nuova copertina. Queste nuove uscite hanno contribuito a prolungare la corsa nelle classifiche del singolo nel Regno Unito, anche se non è riuscito a portarlo al numero 1. In alcuni paesi europei il singolo uscì poche settimane dopo: in Francia, dove Last Christmas non uscì perché Freedom continuava a vendere bene, Everything She Wants entrò in classifica nell'aprile 1985, raggiungendo un misero numero 21, ma rimanendo nella Top 50 per ben 22 settimane, rendendolo finalmente un singolo di buon successo. Dopo Wake Me Up Before You Go-Go e Careless Whisper, la canzone è stata scelta come singolo successivo del gruppo negli Stati Uniti: è entrata nella Billboard Hot 100 al numero 60 a marzo, è entrata nella Top Ten 8 settimane dopo ed è balzata rapidamente al n. 1 il 25 maggio 1985, rimanendo nella Hot 100 per 20 settimane. È stato il terzo singolo numero uno statunitense consecutivo degli Wham!  Anche in Canada ha avuto la stessa accoglienza, dove è arrivato al numero 1 ad aprile dello stesso anno.
Nel testo della canzone, lui cerca di accontentare in tutto la propria partner, ma nonostante i suoi sforzi (sottolineati anche dal linguaggio abbastanza diretto di una frase quale “I don’t know what the hell you want from me”) si rende conto di non riuscire a soddisfarne le aspettative: tutta questa pressione viene ulteriormente sollecitata dall’avere appreso che lei sia incinta (“And now you tell me that your having my baby”), una notizia che non pare renderlo particolarmente felice (“I'll tell you that I'm happy if you want me to, But one step further and my back will break”).
Le pretese economiche che lei avanza e che lui non è in grado di sostenere (“My situation Never changes, Walking in and out of that door, Like a stranger, For the wages I give you all, You say you want more”) sembrano costituire solo l’ultimo tassello di una situazione che è inevitabilmente destinata ad implodere, portando la coppia alla separazione (“And all I can see Is the end of the week, All the things we sign,And the things we buy, Ain't gonna keep us together, Girl it's just a matter of time”).
Considerato il miglior pezzo degli Wham! ma anche il preferito da George Michael (con questo pezzo gli Wham! aprivano i loro concerti degli ultimi anni). Il cantante continuerà a tenerla in scaletta nei suoi concerti anche negli anni successivi, durante la sua carriera solista.
In occasione dell'uscita della raccolta The best of Wham! nel 1997 esce una nuova versione remix con il pezzo ri-arrangiato sempre da George Michael insieme a Jon Douglas denominata Everything she wants '97. Altri Remix ufficiali di Everything she wants '97 sono stati realizzati da Tood Terry e Forthright.

## Video musicale
Andy Morahan ha diretto il video in bianco e nero per la promozione negli Stati Uniti di Everything She Wants uscito in America nel marzo 1985. Il video abbina le riprese in studio di George e Andy con molte riprese dal vivo di The Big Tour. In un'intervista a Billboard del 1986, Morahan dichiarò: "Quando abbiamo realizzato il video di Everything She Wants in bianco e nero, è stato fatto qualcosa per gli Wham! in un momento in cui rischiavano di diventare solo un'altra pop band. Il video ha contribuito a costruire credibilità artistica al duo britannico. George è uno dei più grandi artisti del mondo, quindi siamo stati in grado di utilizzare quella forza ".

## Nella cultura di massa
Il brano è ascoltabile nella stazione radio Non Stop Pop FM del videogioco Grand Theft Auto V.

## Tracce
- 7" (UK)

1. Everything She Wants (Remix) – 5:31
2. Last Christmas  – 4:24

- 12" (UK)

1. Everything She Wants (Extended Remix) – 6:34
2. Last Christmas (Pudding Mix) – 6:47

## Classifiche
| Classifica (1984/85)             | Posizione massima |
| -------------------------------- | ----------------- |
| Australia                        | 7                 |
| Austria                          | 5                 |
| Belgio (Fiandre)                 | 9                 |
| Canada                           | 1                 |
| Francia                          | 21                |
| Germania                         | 8                 |
| Italia                           | 9                 |
| Norvegia                         | 4                 |
| Nuova Zelanda                    | 6                 |
| Paesi Bassi                      | 2                 |
| Regno Unito                      | 2                 |
| Stati Uniti                      | 1                 |
| Stati Uniti (adult contemporary) | 4                 |
| Stati Uniti (dance club)         | 7                 |
| Stati Uniti (dance/electronic)   | 3                 |
| Stati Uniti (R&B)                | 12                |
| Sudafrica                        | 5                 |